# Jule Hake
Jule Hake (Olfen, 24 de septiembre de 1999) es una deportista alemana que compite en piragüismo en la modalidad de aguas tranquilas.
Participó en dos Juegos Olímpicos de Verano, obteniendo dos medallas en París 2024, plata en K4 500 m y bronce en K2 500 m, y el quinto lugar en Tokio 2020, en el K4 500 m.
Ganó cinco medallas en el Campeonato Mundial de Piragüismo, en los años 2022 y 2023, y dos medallas de bronce en el Campeonato Europeo de Piragüismo de 2022. En los Juegos Europeos de Cracovia 2023 consiguió una medalla de plata en la prueba de K4 500 m.

## Palmarés internacional
| Juegos Olímpicos   | Juegos Olímpicos     | Juegos Olímpicos  | Juegos Olímpicos |
| Año                | Lugar                | Medalla           | Competición      |
| ------------------ | -------------------- | ----------------- | ---------------- |
| 2024               | París (Francia)      | Medalla de plata  | K4 500 m         |
| 2024               | París (Francia)      | Medalla de bronce | K2 500 m         |
| Campeonato Mundial |                      |                   |                  |
| Año                | Lugar                | Medalla           | Competición      |
| 2022               | Halifax (Canadá)     | Medalla de plata  | K2 500 m         |
| 2022               | Halifax (Canadá)     | Medalla de plata  | K1 5000 m        |
| 2022               | Halifax (Canadá)     | Medalla de bronce | K1 500 m         |
| 2023               | Duisburgo (Alemania) | Medalla de plata  | K2 200 m         |
| 2023               | Duisburgo (Alemania) | Medalla de bronce | K2 500 m         |
| Juegos Europeos    |                      |                   |                  |
| Año                | Lugar                | Medalla           | Competición      |
| 2023               | Cracovia (Polonia)   | Medalla de plata  | K4 500 m         |
| Campeonato Europeo |                      |                   |                  |
| Año                | Lugar                | Medalla           | Competición      |
| 2022               | Múnich (Alemania)    | Medalla de bronce | K2 200 m         |
| 2022               | Múnich (Alemania)    | Medalla de bronce | K2 500 m         |